# Die Lektion
Die Lektion (Originaltitel: Urok) ist ein bulgarisch-griechischer Film aus dem Jahr 2014. Der Film erzählt die Odyssee einer verschuldeten bulgarischen Englischlehrerin.

## Handlung
In der Schulklasse der Englischlehrerin Nadezhda wird ein Portemonnaie gestohlen. Sie nimmt sich vor, den Täter zu überführen. Die Ermittlungen in der Klasse bleiben zunächst erfolglos. Zuhause angekommen erfährt sie, dass ihr Mann Geld veruntreut hat, das zur Tilgung von Bankschulden vorgesehen war. Die Bank will daher ihr Haus versteigern. Nadezhda hat nur noch drei Tage um die Versteigerung zu verhindern. Beim Versuch der Geldbeschaffung beginnt für die Frau eine Odyssee, die ihre moralischen Grundfesten erschüttert. Die Kanzlei, für die Nadezhda nebenher als Dolmetscherin arbeitet, vertröstet sie mit der Zahlung ausstehender Gehälter. Die Verhandlungen mit der Bank um eine Verlängerung der Kreditlinie scheitern. Bei ihrem vermögenden Vater kann sie kein Geld leihen, da sie sich mit dessen neuer Frau Galva, die sie für eine ehemalige Prostituierte hält, nicht abfinden will. Schließlich landet Nadezhda bei einem zwielichtigen Geldverleiher. Mit dessen Geld kann sie zunächst Bankschulden tilgen.
Während sie versucht, dem Portemonnaiedieb in ihrer Klasse eine Falle zu stellen, erfährt sie von ihrer Bank, dass noch ein geringer Restbetrag aussteht. Nadezhda muss erneut zur Bank. Unterwegs stellt sie fest, dass auch ihr Geld gestohlen wurde. Nur mit Hilfe von Bekannten gelingt es ihr, diesen Betrag noch rechtzeitig aufzubringen. Später erfährt sie, dass die Kanzlei für die sie Übersetzungen tätigte bankrott ist und der Chef untergetaucht. Sie wird ihren ausstehenden Lohn nicht mehr bekommen. Als sie nun den Geldverleiher um Verlängerung ihres Kredites bittet, nutzt er ihre Lage hemmungslos aus. Zunächst fordert er, das sein Neffe bessere Schulnoten erhält. Nadezhda erteilt daraufhin der ganzen Klasse Bestnoten. Später fordert der Geldverleiher sie zu sexuellen Diensten auf, wenn sie nicht umgehend ihre Schulden bezahlt. Nadezhda betritt eine Bank, ausgestattet mit einer Spielzeugpistole und einer Strumpfhose. Wenig später kann sie ihre Schulden bei dem Geldverleiher bezahlen. Wieder in der Schule berichten die Nachrichten über einen Banküberfall, den eine Frau ihres Alters am Morgen verübt hat. Nadezhda geht in ihre Klasse und erwischt den Portmonneaiedieb, einen der Schüler, auf frischer Tat. Sie spricht mit ihrer Klasse nicht darüber und erteilt eine Englischstunde.

## Hintergrund
Der Film wurde von Abraxaxfilm, der Produktionsgesellschaft der beteiligten Regisseure, produziert. Die deutsche Erstaufführung fand am 23. April 2015 im Rahmen des GoEast-Festivals in Wiesbaden statt.